# 蓮峰體育中心

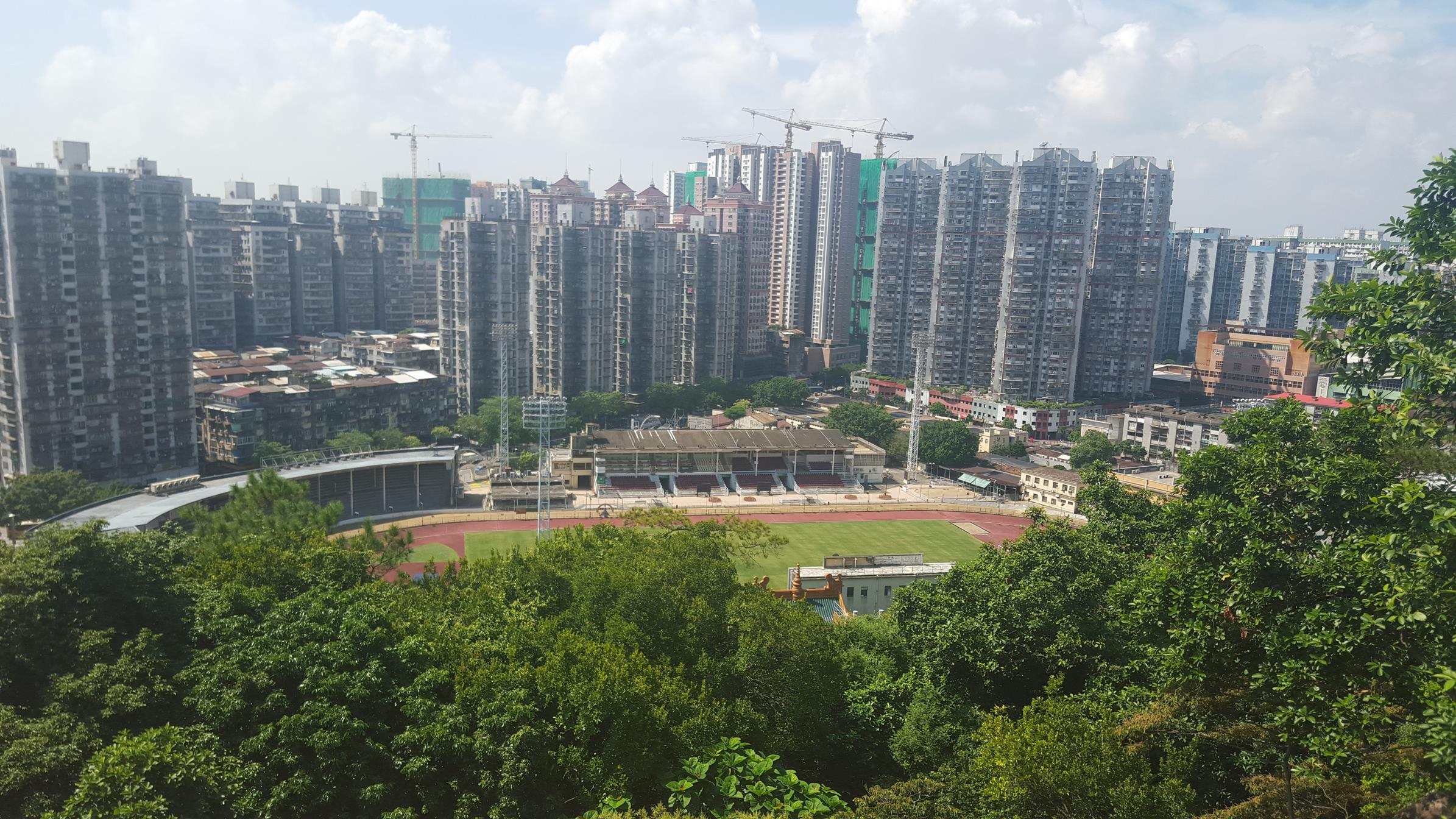
蓮峰球場

蓮峰體育中心（葡萄牙語：Centro Desportivo Lin Fong）位處澳門半島提督馬路。主場館及設施包括運動場、游泳池和乒乓球檯，澳門甲組足球聯賽和澳門學界足球賽亦會在中心內的球場進行，而球場曾經兼作澳門逸園賽狗的場地，隨著賽狗博彩經營權於2018年屆滿後，球場改為一連七天向公眾開放；游泳池自2023年10月1日全面開放給所有人士使用。

## 歷史
在1932-1936年間，這片土地曾用作賽狗之用，後因狗場結業而轉營為有粵劇和雜耍表演的遊樂場。至1940年由澳門政府收回此地並改建為運動場，定名為「五二八運動場」，俗稱「蓮峰球場」，在1963年在此地恢復舉辦賽狗賽事。
至1989年，澳門政府斥資將田徑場舖以全天候泰坦跑道，使澳門田徑運動進入一個較現代化的新紀元。 1986年增建一座室內暖水游泳館，內設兩個游泳池，是澳門第一座向公眾開放的暖水游泳池。而其中一個游泳池更是專門為傷殘人士使用而設計的。1998年，游泳館再裝修擴建，增設室內體育館，可以進行各項室內運動項目。
蓮峰球場在當時是澳門設備較先進、交通方便的大型場地，許多重要的比賽都在此舉行。60年代世界足球勁旅巴西山度士足球會來港表演時，球王比利也曾在此獻技。
70年代賓菲加與澳門隊比賽，“黑豹”尤西比奧隨隊訪問澳門，曾經迫爆蓮峰球場，場面墟冚。
1990年3月28日至29日，發生龍的行動重大事件和進展，為避免發生暴亂，當局再宣佈在提督馬路舊特警總部進行發證工作。3月29日凌晨2時，人群擠滿球場內，期間場內人士發生推撞，並發生踩踏事故。其後特警總部和逸園狗場門前亦先後發生踩踏意外，其中在逸園門前近百人發生踩踏，在場警員鳴槍示警，喝止仍在推撞的人潮。期間發生三宗踩踏意外，有200多人受傷。意外發生後，當局正式開始為無證者登記，至當晚9時結束。有四萬多人獲登記，並獲發登記紙，是為「三二九大赦」。
2017年8月12日，澳門足球代表隊在蓮峰球場進行熱身賽，以試陣和考察球員為目的下，最後以0-6不敵香港超級聯賽“三料冠軍”傑志足球會。
2018年7月22日，由於澳門逸園賽狗股份有限公司的賽狗專營批給合同屆滿，政府接收之後將清理無用途設施。而蓮峰體育中心會繼續開放給市民使用，包括足球、田徑、游泳、乒乓球等項目，狗會撤離之後，將由現時每星期開放兩晚調整為開放七晚。
2018年10月13日，第74屆港澳埠際足球賽在蓮峰球場舉行，結果香港隊以6-1大勝澳門隊，連續七年奪得冠軍。
2019年5月26日，澳門足球代表隊在蓮峰球場約戰香港佳聯元朗足球隊練習交流賽事，最後兩隊踢成3：3平手。
2023年10月起，游泳池調整為向全澳市民開放，至於在泳池進行的大眾體育健身興趣班 （大眾班）數量將相應減少。

## 設施

### 運動場
- 觀眾席：2200座位
- 計時及計分設備：電子

### 其他設施
- 室內游泳池：兩個游泳池，澳門首個暖水游泳池
- 體育室／多功能室
- 乒乓球區

## 票價

### 室內游泳A池和B池
2023年10月1日，體育局轄下蓮峰體育中心游泳池開放給市民以個人形式使用，全天開放並分為3節，開放時間為第一節：07:00-10:00、第二節：11:00-16:00、第三節：17:00-22:30，收費為公眾18歲以下或持頤老咭人士每位收費澳門元5圓，公眾18歲或以上人士每位收費澳門元15圓，與體育局轄下室內泳池收費相同。10月1至4日期間，蓮峰體育中心游泳池將免費開放予市民試用，市民可於2023年9月29日起透過澳門公共服務一戶通、體育局手機應用程式或體育局網頁取得未來兩天的免費門票，以及可在現場輪候免費即場門票。10月5日起正式實施收費。
| 個人收費（澳門元）                                | 個人收費（澳門元） | 團體收費（每小時）（澳門元） | 團體收費（每小時）（澳門元） | 團體收費（每小時）（澳門元） |
| 類別                                              | 收費               | 時段                         | 收費                         | 收費                         |
| 類別                                              | 收費               | 時段                         | 室內泳池A池                  | 室內泳池B池                  |
| ------------------------------------------------- | ------------------ | ---------------------------- | ---------------------------- | ---------------------------- |
| 公眾18歲以下、 持澳門居民身份證的65歲或以上的人士 | $5                 | 6月至9月                     | $150                         | $100                         |
| 公眾18歲或以上的人士                              | $15                | 10月至翌年5月                | $300                         | $200                         |
| 持有學生證的人士                                  | $7                 |                              |                              |                              |

### 運動場
| 時段 | 級別   | 個人收費（澳門元） | 團體收費（每小時）（澳門元） | 團體收費（每小時）（澳門元） |
| 時段 | 級別   | 田徑跑道(全場)     | 草場                         | 田徑跑道(全場)               |
| ---- | ------ | ------------------ | ---------------------------- | ---------------------------- |
| 日間 | 日間   | 免費               | $300                         | $50                          |
| 夜間 | 第一級 | 免費               | $500                         | $250                         |
| 夜間 | 第二級 | 免費               | $700                         | $450                         |
| 夜間 | 第三級 | 免費               | $900                         | $650                         |

### 健身室
| 時段 | 團體收費（每小時）（澳門元） |
| ---- | ---------------------------- |
| 日間 | $100                         |
| 夜間 | $100                         |

### 多功能室
| 類別 | 團體收費（每小時）（澳門元） | 團體收費（每小時）（澳門元） |
| 類別 | 日間                         | 夜間                         |
| ---- | ---------------------------- | ---------------------------- |
| 小   | $100                         | $100                         |
| 中   | $200                         | $200                         |
| 大   | $400                         | $400                         |

### 體育室(A/B 室)
| 時段 | 團體收費（每小時）（澳門元） |
| ---- | ---------------------------- |
| 日間 | $180                         |
| 夜間 | $180                         |

### 大堂乒乓球區/二樓乒乓球室
| 個人收費（每小時）（澳門元） | 個人收費（每小時）（澳門元） |
| 日間                         | 夜間                         |
| ---------------------------- | ---------------------------- |
| $10                          |                              |

## 事件及爭議

### 意外
2015年6月1日，一名67歲婦人早參加游泳班時，突然暈倒墮池，同行友人高呼求救，救生員救起婦人交由到場的消防救護員送院搶救後證實不治。司警接手調查，相信婦人與兩名友人在泳池邊閒聊時，突然暈倒墮入水中，暫列屍體發現案處理，死因有待法醫檢驗後確定，案件交由調查科跟進。體育發展局要求游總審視事件，研究有否改善空間，避免同類事件再發生。據消息稱，澳門游泳總會游泳培訓班於上午九時至上午十一時半在蓮峰體育中心泳池進行，體育發展局證實該婦人是游泳班學員。體育發展局對死者家屬致深切慰問，並要求澳門游泳總會檢討事件。

### 全面開放惹社會人士反對及爭議
2023年8月，有澳門游泳界接受訪問指，原來在澳門能得到政府全數資助的運動員為數不算多，中等仍在掙扎的資助亦只屬捉襟見肘，以游泳這項全球備受喜愛的項目，既大眾化亦有不少頂尖高手在競爭的時候，澳門從精英選手，轉向大眾習泳班別亦再次引發市民關注。突然「一刀切」改為全面開放，取消原有游泳培訓班、大眾水中健體及游泳班、學校體育游泳課及屬會練習引起爭議，加上澳門西南至新口岸區一帶沒有任何大型體育設施包括游泳池，引起社會不同程度的關注。有游泳教練表示措施“突然”，更指不少有學習需要的長者大感徬徨，又擔心70名從業員面臨失業。部分居民表示歡迎開放，分流巴坡沙體育中心及鮑思高體育中心的泳客並減少輪候，有長者表示不反對全面開放，但認為優先讓部分人士包括特殊人士、長者及小童使用。社會綜合研究學會指該泳池是全澳首座暖水泳池，其中一個游泳池更是專門為傷殘人士使用而設計的；另建議泳池全面開放後保留水中健體班，如在非繁忙時段開設，又或靈活調整泳道，劃出一片區域供長者上課。
2023年8月18日，在澳門電台中文頻道時事節目《澳門講場》上一些長者長期參加蓮峰泳池的水中健體班，希望身體不會惡化而連累家人。又指出水中健體班能夠改善長者身體狀況，直在教練指導下訓練，自己年紀大，僅能做到一、兩個步驟，未能記得全套訓練的步驟。體育局回應指，一些蓮峰泳池的班別由該年9月起暫停，在全面開放後，蓮峰泳池的大眾體育健身興趣班肯定與過往不同，一些班別將會慢慢減少。又提出大眾體育健身興趣班的初衷，主要是希望市民參加，從中學識一些運動的基本技巧後，可以利用自己的閒暇時間更方便地前往不同場地進行體育鍛鍊。另相信致電節目的市民已經學識基本技巧，可以自己鍛鍊。
2023年9月，有游泳代表教練指該泳池是澳門唯一「一個正規且受認可的教學泳池」，所有班別都是公開招生，之後依照每期的剩餘名額再招生。所以每班的報名名額長期緊張，甚至供不應求。代表大眾班的學員李小姐指出，大眾班可以教導學生游泳及伸展運動的正確姿勢，提升心肺功能，改善身體基能。可是自9月起，體育局取消所有大眾班課程，並建議學員去公眾泳池，但公眾泳池的無障礙設施卻比不上蓮峰泳池。有學員家長指很多家長分享自己的小朋友因學習游泳而改善體質，且大眾班的收費比坊間私人教練低，所以名額長期爆滿。澳門立法會直選議員林宇滔指批評“一刀切”政策不合理，忽視部分社會人士需求，而政府在開放「開放蓮峰泳池」前，沒有在任何公眾資訊中提及。
而體育部門初期回應指會充分考慮及照顧不同使用者的需求，保留部分時間予大眾班繼續使用，並將重新編排有關大眾班。其後於2023年9月12日公布相關安排，將保留原有游泳項目予兒童、成人、長者、智障及聽障人士繼續參與，每期大眾班的名額約為原來的85%。為增加流轉率，讓更多市民可參與，大眾班所有蓮峰泳池游泳項目自2023年11月起必須重新登記、抽籤及報名。屆時體育局將透過社團的社區服務站點協助長者等有需要人士進行登記。

## 未來發展
2018年8月下旬，土地工務運輸局向澳門城市規劃委員會的簡介正式把「逸園跑狗場原址土地利用規劃研究」對外公布。4萬平方米土地用作做體育、教育、社會及政府設施、行人區四大部份，並預留地下空間去做防災設施。體育設施方面佔地26,500平方米，佔總面積65.5%，該用地涵蓋現有田徑足球場、沙圈及新舊觀眾席建築範圍，但不包括蓮峰體育中心泳池所在的部份。方案建議該地塊維持和優化現有田徑足球場的功能、維持現時其開敞空間的環境特色，並利用田徑足球場旁邊的土地去興建一座綜合體育館。而部分地段就劃為社會及政府設施用地，提供較全面的綜合服務。教育地段佔地8,000平方米，範圍主要是現時狗房的位置。因應中間劃出一段行人區照顧學生出行需要和提升步行便利，教育用地被一分為二，分別為4,800平方米和3,200平方米。至於周邊交通安排方面，建議白朗古將軍大馬路往美副將方向行車線擴闊至 3條，即白朗古將軍大馬路由目前 4線擴至 5線行車，增加白朗古將軍大馬路通行能力，步行系統則向東延至提督馬路，向西延至筷子基北灣，鼓勵市民步行。
2021年至2022年，政府將蓮峰體育中心現址與狗場一同重建，由教育用地改為以運動公園的方向規劃。計劃興建的體育設施包括一個標準的田徑足球場、一幢多層的體育中心（內設有標準的五十米室內恆溫泳池、五人足球場、籃球場、羽毛球場、乒乓球檯及多功能室等），以及於運動公園內設置適量的露天籃球場及小型足球場。市政署正跟進當中的休憩區建設及行人天橋優化等規劃工作。前期概念方案招標工作於2022年12月底開展。
2023年7月18日，政府公佈原狗場及體育中心地段內4萬平方米土地改造工程，計劃興建一座市民運動公園，總建築面積約7.4萬平方米。前期概念方案將按功能分為三幢主體建築及一個標準田徑場，主體建築分為球類體育場館、游泳館和兒童活動中心，包括設有滑板場、乒乓球場、排球場、攀岩場、羽毛球場、五人足球場、游泳館、兒童遊玩設施等，3幢主體建築之間將以連廊、天橋系統連接，形成立體漫步網絡；另設有單車徑、緩跑徑及林蔭大道等，項目計劃設置地下停車場大約提供450個車位，同時對周邊步行系統及巴士站進行重新規劃。
原逸園狗場重整優化項目由市政署、公共建設局、土地工務局、體育局、交通事務局組成專責小組跟進。前期概念方案的市民運動公園將按功能分為三幢主體建築、一個標準田徑場，以及立體步行及休憩系統、多個城市小廣場。主體建築物分別為1號館、2號館及兒童活動中心。
- 1號館：樓高四層，設施場館內包括滑板場、兵乓球場、排球場、攀岩場、羽毛球場等，是較集中之體育場館區；球類活動設置於場地西北角能方便與公園其他舉辧活動時能單獨運作及管理；底層為五人足球場，亦可兼作大型活動場地使用。二層及三層均設有多功能室作社區活動使用。
- 2號館：樓高二層，底層主要設置游泳館及觀眾席；並設有更衣室、接待處、三個籃球場及觀眾席。其中游泳館及田徑場有較獨立之出入口及人流、後勤動線，方便獨立管理。
- 兒童活動中心：靠近地段南側，樓高四層，集中兒童活動需求。考慮到遊玩空間的遮陽及場地空間需求，及全天候仍能使用。兒童活動中心底層室內空間為展覽區，一樓為創意教學區，二樓為室內遊玩區，戶外以無障礙平台連接至市民運動公園2號館的平台。三樓為閱覽區，設有室內外閱覽區。
- 立體步行及休憩系統 ：整個項目以連廊，天橋系統串連，形成立體漫步網絡，連接項目最北端至最南端。另設有單車徑、緩跑徑及林蔭大道等。

2023年11月20日，行政法務司司長張永春在回應直選議員黃潔貞關注市民運動公園編製計劃的進展時稱，於同年下半年展開市民運動公園編製建築方案的工作，2024年初會向居民進一步深化介紹方案。
2024年3月25日，社會文化司表示改建原逸園狗場及蓮峰體育中心地段為市民運動公園，正進行實施性研究報告，設計工作預計該年第二季度開始。
2024年5月中旬，公共建設局網站顯示，市民運動公園建造工程項目已納入“規劃中”項目，項目將分期發展，首階段施工範圍將考量盡量不影響原址運動場及蓮峰體育中心的使用。公園地段面積為40,425平方米，按功能主要分為四個部分及戶外田徑場。
1. 一號館位於場地中央，樓高四層，計劃設有游泳池及嬉水池、籃球場、緩跑徑及兒童單車徑等
2. 二號館位於場地北面，樓高六層，計劃設有滑板場、兵乓球場、攀岩、排球場以及兩層羽毛球場等
3. 三號館位於二號館旁，樓高五層，計劃設有五人足球場、兩層多功能廳及多功能活動室及戶外活動空間等
4. 兒童館位於場地南面，樓高四層，計劃設有兒童戶外活動區、室内兒童游樂場、創意教室、閱覽區等
5. 地庫層則為活動室及儲物空間等功能性較強之空間。

另外，戶外田徑場位於一號館的東面，地庫層設有一層之地庫公共停車場，提供約490個輕型車位及電單車位。
由巴馬丹拿（澳門）有限公司負責設計；而建造工程的編制計劃透過詢價招標方式，亦判給巴馬丹拿（澳門）有限公司，價格為1,982萬元，期限為465個工作天。
2025年6月21日，澳門特別行政區第六屆政府行政長官岑浩輝視察北區，表示市民運動公園建設工程將會分階段開展，第一區工程短期內啟動招標，另研究將輕軌青茂延線設支線延伸至市民運動公園一帶。
2025年8月14日，“逸園跑狗場原址土地市民運動公園建造工程 – 第一區”公開開標，共收到17份標書。經開標程序後，全部標書被接納，工程造價介乎12億7千多萬澳門元至13億6千多萬澳門元，施工期為913個工作天至973個工作天。第一區工程預計2026年第一季動工。

## 外部連結
- 澳門公共體育設施網絡-蓮峰體育中心 （页面存档备份，存于）
- 公共建設局-逸園跑狗場原址土地市民運動公園建造工程 （页面存档备份，存于）